# 모현동
모현동(慕縣洞)은 대한민국의 전북특별자치도 익산시에 설치된 동이다.

## 익산시 모현동
모현동은 1977년 11월 11일 이리역 열차 폭발 사고 이후 영세민 집단 이주 지역이 되었다. 1990년대 초에 신개발지로 인구가 증가하기 시작했다. 최근 배산택지지구를 기반한 중대형 아파트, 영화관 등 각종 편의시설들이 건립되면서 익산시 읍/면/동 가운데 인구 1위를 담당하고 있다. 특히 익산역 서부 통로가 완공되면서 교통 접근성이 높아져 귀추가 주목되는 지역이다.
- 1945년 8월 15일 이리읍 고현정, 북일면 모인리
- 1947년 11월 18일 익산군 북일면 모인리를 합병 (법정 2개리)
- 1957년 9월 14일 모현동 1,2가(법정동)으로 변경
- 1961년 7월 1일 모인동과 고현동을 통합하여 모현동으로 단일행정동 구성

## 익산시 아파트
- 한국토지주택공사
  - 배산휴먼시아 4단지 - 2011년 2월 입주 / 남양건설
  - 배산휴먼시아 5단지 - 2010년 8월 입주 / TEC건설㈜

| 단지명                      | 건설사     | 시행사     | 주소          | 입주        | 비고 |
| --------------------------- | ---------- | ---------- | ------------- | ----------- | ---- |
| 배산 오투그란데             | 제일건설㈜ | 제일건설㈜ | 선화로 47     | 2014년 10월 |      |
| 모현 오투그란데 더 프리미어 | 제일건설㈜ | 제일건설㈜ | 군익로13길 26 | 2021년 5월  |      |
| 사랑으로 부영 1차           | ㈜부영     | ㈜부영     |               | 2012년 11월 |      |
| 사랑으로 부영 2차           | ㈜부영     | ㈜부영     |               | 2015년 8월  |      |

## 익산시 구역
- 모현동1가
- 모현동2가

## 교육
- 이리고현초등학교
- 이리모현초등학교
- 익산가온초등학교
- 이리남중학교
- 원광여자중학교
- 원광여자고등학교
- 원광정보예술고등학교

## 사업체
- 삼양식품